# 奇角鹿
奇角鹿（Synthetoceras）是已滅絕的哺乳動物，生存於中新世的北美洲。
奇角鹿長約2米，是原角鹿科內最大及最後出現的，其角亦是最為奇異的。牠眼睛上的兩隻角平平無奇，而鼻端上的角則開叉，可能是用來爭奪領地及打鬥。